# Alba Redondo
Alba María Redondo Ferrer (Albacete, 27 de agosto de 1996) es una futbolista española. Juega como delantera en el Real Madrid de la Liga F de España. En 2023 se proclamó campeona del mundo con la selección española.

## Clubes
| Club                    | País   | Año             |
| ----------------------- | ------ | --------------- |
| Fundación Albacete      | España | 2013 - 2019     |
| Levante Unión Deportiva | España | 2019 - 2024     |
| Real Madrid             | España | 2024 - presente |

## Campeonatos internacionales
| Título       | Equipo              | Sede                    | Año  |
| ------------ | ------------------- | ----------------------- | ---- |
| Copa Mundial | Selección de España | Australia Nueva Zelanda | 2023 |